# Lista över inofficiella namn i Jakobstad
Inofficiella namn i Jakobstad i Finland är namn på platser, gator, byggnader och dylikt som är allmänt förekommande i folkmun men inte är officiella. Det finns ett stort antal inofficiella namn i Jakobstad.
Uttalsmarkeringarna i tabellen torde följa standarden som används av SAOL och NE:s ordbok, inte standarden enligt Internationella fonetiska alfabetet.[källa behövs]
| Namn                  | Varianter & uttal | Kommentar | WD                     |
| --------------------- | --- | --- | ---------------------- |
| Aspegrens             | Uttal: [aspegre:ns] | Aspegrens trädgård kallas Aspegrens i dagligt tal. | Q24368228 på Wikidata  |
| Bibban                | Varianter: Bibban, Stadsbibban, Biblioteket, Deposita Uttal: [bibban], [stassbibban], [biblåte:ki], [depåsi:ta], [depå:sita]                                                                             | Jakobstads stadsbibliotek(fi) kallas Bibban, som många andra bibliotek i Svenskfinland. Sparbanken Deposita hade sina utrymmen i huset förut, och därför lever också det namnet kvar. | Q70144869 på Wikidata  |
| Bostadsmässoområdet   | Uttal: [bo:sta:dsmessoåmrå:de] | Bostadsmässan hölls 1994 i stadsdelen Korsgrundet(fi) i Jakobstad. Stadsdelen kallas fortfarande Bostadsmässoområdet. | Q97341467 på Wikidata  |
| Brankis               | Uttal: [brankkis] | Jakobstads gamla brandstation kallas för Brankis. Huset används nu för tiden bl.a. av stadens amatörteatrar. | Q97341442 på Wikidata  |
| Calles                | Varianter: Calles, Calles konditori, Majs, Glassbaren Uttal: [kalles], [kallis], [kalles kånditåri:], [glassba:ren], [majs]                                                                              | På platsen där Majs glasscafé finns idag har det varit caféverksamhet länge. När stället öppade hette det Glassbaren, och senare Calles konditori. Varianter av de namnen lever fortfarande kvar även om många börjat tala om Majs. |                        |
| Campus                | Varianter: Campus, Allegro Uttal: [kamppos], [ale:grå] | Campus Allegro(fi) kallas oftast bara Campus eller Allegro. Ibland används också namnen för de olika husen som numera hör till campuset, som t.ex. Lindskogska huset och Lassfolks för att specificera vilken del av campuset man avser. | Q97341330 på Wikidata  |
| Centralplan           | Uttal: [sentra:lpla:n], [ny:a pla:n] | Jakobstads centralidrottsplan. Idrottsplanen kallades förut också Nya plan till skillnad från Gamla plan som tidigare var Jakobstads centralidrottsplan. Gamla plan fanns där Ämbetshuset Ebba Brahe, som också kallas Polishuset, finns idag. | Q1759134 på Wikidata   |
| Ehrs höghet           | Uttal: [e:rs hö:ghet] | Höghuset byggdes av byggfirman Ehrs. |                        |
| FN                    | Varianter: FN, FN-konditori, LBB, LBB-hörnet Uttal: [effenn], [effennkånditåri:], [ellbe:be:], [ellbe:be:hö:ni]                                                                                          | På platsen fanns tidigare ett café som hette FN-konditori och senare Little Brown Bakery. Varianter av namnen lever fortfarande kvar. |                        |
| Fäbis                 | Uttal: [fe:bis], [febis] | Stadsdelen Fäboda kallas Fäbis, men också det officiella namnet används mycket. Officiellt hör stränderna Lillsand, Storsand och stranden vid Fäboda Kaffestuga till Fäboda, men en del avser enbart Lillsand och stranden vid caféet Fäboda Kaffestuga när de pratar om Fäboda eller Fäbis. | Q10500670 på Wikidata  |
| Gågatan               | Uttal: [gå:ga:tan], [gå:gato] | Kanalesplanaden(fi) kallas Gågatan eftersom en stor del av den är en gågata. | Q112608158 på Wikidata |
| Görans                | Varianter: Görans, Korvis, Jörski, Korvens Uttal: [jö:rans], [kårvis], [jörski], [kårvens] | Den populära grillen Korv-Görans har många namn. Det vanligaste är Görans, men den kallas också bland annat Korvis och Jörski. |                        |
| Hallelujagårdarna     | Varianter: Hallelujagårdarna, Halleluja, Hallelujahusen, Rakstugorna, Raks gårdar Uttal: [hallelu:jagå:rdana], [halleluja], [hallelu:jahu:sen], [ra:kstu:gåna], [ra:ks gå:rdar]                          | På Pinnonäsgatan finns fyra likadana höghus som brukar kallas Hallelujagårdarna, Halleluja eller Hallelujahusen. Varje höghus har ett eget namn och från Rådhusgatan sett heter de Halleluja, Hosianna, Amen och I höjden. Ursprunget till dessa namn är okänd, men de är byggda på en plats där en bomb slog ner på fastlagstisdagen år 1944. Namnen Rakstugorna och Raks gårdar kommer från byggmästare Rak som lät bygga husen. |                        |
| Halppis               | Varianter: Halppis, Billiga boden, Billigboden Uttal: [halppis], [billibo:den], [billibo:de], [billiga bo:den]                                                                                           | Butiken Halpa-Halli kallas ofta Halppis. När den öppnade på 60-talet hade den också ett svenskt namn, och därför pratar en del fortfarande om Billiga boden eller Billigboden. Butiken är idag en populär träffpunkt för Jakobstadsborna. |                        |
| Hötorget              | Uttal: [hö:tårje], [höjtårji] | Parkeringsplatsen i anslutning till K-market på Rådhusgatan kallas Hötorget. Namnet kommer från att det såldes hö på platsen. På Hötorget finns också Hötorgskiosken. |                        |
| JBA                   | Uttal: [ji:be:a:] | Klädbutiken som idag heter Omako kallas fortfarande JBA efter Jakobstads beklädnadsaffär som fanns där förut. |                        |
| Jeppis                | Varianter: Jeppis, Jeppastad, Jeppisstan Uttal: [jeppis], [jeppasta:d], [jeppissta:n] | Jakobstad kallas Jeppis av många invånare. Det äldre namnet Jeppastad används inte så mycket mera men många har hört om det. | Q1679567 på Wikidata   |
| JG                    | Varianter: JG, Gymnasiet, Samskolan, JSL Uttal: [ji:ge:], [jymna:sie], [sammsko:lan], [ji:essell] | Jakobstads gymnasium(fi) som tidigare hette Jakobstads samlyceum. | Q50485338 på Wikidata  |
| Järnvägsgatans loppis | Varianter: Järnvägsgatans loppis, Järnvägsloppis, Storloppis Uttal: [jä:rnve:gsga:tans låppis], [jä:rnve:gslåppis], [sto:rlåppis]                                                                        | Loppisen Amida Hallen på Järnvägsgatan kallas Järnvägsgatans loppis eller Järnvägsloppis p.g.a sitt läge. Loppisen är Jakobstads största och därför kallas den också ibland Storloppis. |                        |
| Kaffestugan           | Varianter: Kaffestugan, Fäboda café Uttal: [kaffestu:gan], [kaffestogo], [fe:bo:da kafe:] | Namnet Kaffestugan är så etablerat bland stadsborna så caféets officiella namn igen är Fäboda Kaffestuga efter att ha varit Fäboda Café & Kitchen en tid. |                        |
| Kråkholmen            | Uttal: [krå:khålmen] | Stadsdelen Östermalm(fi) kallas Kråkholmen. | Q11873133 på Wikidata  |
| Liisan pizza          | Varianter: Liisan pizza, Liisan pizza-huset, Lisas pizza-huset, Vid Lisas, Platthatt Uttal: [li:san pitsa], [li:san pitsahu:si], [li:sas pitsahu:se], [vi li:sas], [platthatt]                           | Huset på Skutnäsgatan har haft många namn, men de flesta talar fortfarande om Liisan pizza eftersom en pizzeria med det namnet länge verkade i byggnaden. Platthatt är beskrivande för huset som har ett platt tak. |                        |
| Lockamberget          | Varianter: Lockamberget, Lockanberget, Lockanberg Uttal: [låkkambärje], [låkkambärji], [låkkanbärji] [låkkanbärj]                                                                                        | Namnet tros komma från att man lockade på sina djur på platsen. |                        |
| Londonstan            | Uttal: [låndånsta:n] | Stadsdelen London(fi) kallas Londonstan. | Q97341391 på Wikidata  |
| Malmska               | Uttal: [malmska] | Sjukhuset kallas Malmska sjukhus(fi) av Jakobstadsborna efter Otto Malm som donerade pengar bland annat till sjukhusets verksamhet. Namnet är så gott som officiellt i dagens läge. | Q97341405 på Wikidata  |
| Marketor              | Varianter: Marketor, Rimi Uttal: marketår, marke:tår, rimi | De gamla butiksnamnen Marketor och Rimi lever kvar. Butiken hör idag till K-kedjan. |                        |
| Netti                 | Varianter: Netti, Nettipubben, Visa Grande, Shells hörn, Vid busstationen Uttal: [netti], [nettipobben], [visa grande], [shells hö:ni], [vi bosstatsho:n]                                                | Black Sheep Pub & Terrace är också ett ställe som går under många tidigare namn. Platsen var busstation först och därför talar en del om att ses vid busstationen när de pratar om platsen. I närheten fanns också en Shell-bensinstation, och den har gett platsen namnet Shells hörn. Netti och Nettipubben kommer från det tidigare namnet Internet Pub, och Visa Grande är också ett tidigare officiellt namn för platsen.     |                        |
| Rapakanalen           | Uttal: [rapakana:len], [rapakana:ln] | Rapakanalen är ett dike som går längs med Pedersesplanaden och rinner ut i hamnviken. Hamnviken kallas ibland också för Gamla hamnviken. Rapa är dialekt och betyder gyttja. |                        |
| Runda hörnet          | Uttal: [ronda hö:ne], [ronda hö:ni] | Runda hörnet är precis som namnet antyder, ett runt hörn. |                        |
| Schaumans             | Varianter: Schaumans, UPM Uttal: [shå:mans], [u:pe:emm] | Trots att fabriken hört till UPM-kymmene länge kallas den fortfarande Schaumans av många Jakobstadsbor. Fabriken startades av Wilhelm Schauman. De yngre Jakobstadsborna pratar oftast om UPM men känner också till Schaumans. |                        |
| Segelpaviljongen      | Varianter: Segelpaviljongen, Pavis Uttal: [se:gelpaviljången], [pa:vis] | Det nuvarande officiella namnet är Restaurang Pavis, och både Segelpaviljongen och Pavis används som namn för platsen. |                        |
| Skata                 | Varianter: Skata, Skatan, Amerikastan Uttal: [skata], [skatan], [amerikasta:n] | Skata, som officiellt heter Norrmalm, är känt som en av Finlands största och mest välbevarade trähusstadsdelar. Namnet Skata, eller Skatan, är så gott som officiellt i dagens läge. Förr kallades stadsdelen också för Amerikastan. | Q10602906 på Wikidata  |
| Stads                 | Varianter: Stads, Hotellet Uttal: [stass], [håtelle], [håtelli] | Stadshotellet i centrala Jakobstad är ett populärt ställe med flera nattklubbar och restauranger. Stads eller Hotellet är samlingsnamn för alla dessa och namnen används av både äldre och yngre personer. |                        |
| Stjärnhuset           | Uttal: [shä:rnhu:se], [shä:rnhu:si] | Huset har fått sitt namn för att det har formen av en stjärna. |                        |
| Stockmanns            | Varianter: Stockmanns, Stockmann, Stockmannshuset, Forum, Forumhuset, Lindexhuset, Vid Lindex Uttal: [ståkkmanns], [ståkkmann], [ståkkmannshu:se], [få:rom], [få:romhu:se], [lindekshu:se], [vi lindeks] | Varuhuset Stockmann fanns i huset 1967-1982 och därför pratar många fortfarande om Stockmanns. Huset går också under namnen Forum och Forumhuset. Eftersom Lindex funnits länge i huset används också Lindexhuset som namn för det, och det är populärt att parkera sina cyklar vid Lindex. |                        |
| Strengbergs           | Varianter: Strengbergs, Stadshuset Uttal: [strengbärjs], [stasshu:si] | Namnet kommer från Strengbergs tobaksfabrik som verkade i husen ända till år 1998. I slutet av 1800-talet var fabriken stadens största arbetsgivare. | Q4355431 på Wikidata   |
| Svidinabba            | Uttal: [svidinabba] | Stadsdelen Svedjenabba(fi) heter Svidinabba på dialekt. Svidinabba används också på finska trots att det officiellt heter Kaskiniemi. | Q97341366 på Wikidata  |
| Södra tullen          | Varianter: Södra tullen, Tullen Uttal: [sö:dra tollen], [sö:dra tolln], [tolln] | Förut fanns en tull på platsen och den fungerade som gräns mellan stad och landsbygd. Namnet Södra tullen används av både äldre och yngre Jakobstadsbor. Längre in mot centrum längs med Trädgårdsgatan finns också Lilla tullen, och där Kanalesplanaden möter Choraeusgatan finns Östra tullen. Dessa namn används dock inte lika mycket som Södra tullen.                                                                       |                        |
| Tellus                | Uttal: [tellos] | Idrottshallen Tellushallen kallas oftast bara Tellus. |                        |
| Terrazzohörnet        | Uttal: [terassåhö:ne], [terassåhö:ni] | Trots att huset där caféet Terrazzo fanns numera är rivet används Terrazzohörnet fortfarande om hörnet vid Rådhusgatan och Storgatan eftersom det var en väldigt viktig träffpunkt för Jakobstadsborna. |                        |
| Tornhuset             | Uttal: [to:rnhu:se], [to:rnhu:si] | Huset har fått sitt namn av utseendet. |                        |
| Treffis               | Varianter: Treffis, Siwa Uttal: [treffis], [siva] | Butiken hette Treffis när den öppnade och det namnet lever fortfarande kvar i folkmun. Några kallar också butiken för Siwa eftersom den hörde till Siwakedjan en tid. |                        |
| Treffisbacken         | Uttal: [treffisbakken], [treffisbakka] | Backen snett mittemot Treffisbutiken kallas Treffisbacken. |                        |
| Trend                 | Varianter: Trend, Fredrika, Fredrikas Uttal: [trend], [fredri:ka], [fredri:kas] | Caféet som idag heter Fiika Café kallas ofta för varianter av de tidigare namnen Café Trend och Café Fredrika. |                        |
| Tupis                 | Varianter: Tupis, Tobaks | Tobaksmagasinet kallas för Tupis, eller Tobaks. Tobaksmagasinet fungerar som utställningshall men också ungdomsgård. |                        |
| V-by                  | Varianter: V-by, Byn, Vestersundsby universitet (om skolan), Universitetet (om skolan) Uttal: [ve:by:], [by:i], [vestäsondsby oniväsite:t], [oniväsite:te]                                               | Vestersundsby skola(fi) kallas ofta V-by. Skolan kallades också skämtsamt för Vestersundsby universitet eller bara Universitetet. V-by används också om själva stadsdelen Vestersundsby, och ett annat namn för stadsdelen är Byn. | Q66690624 på Wikidata  |
| Vita huset            | Uttal: [vi:ta hu:se], [vi:ta hu:si] | Det vita, stora huset på Trädgårdsgatan kallas för Vita huset. |                        |